# Directeur de recherche
Directeur de recherche (DR, deutsch wörtlich „Forschungsleiter“, „Forschungsdirektor“; weibliche Form Directrice de recherche) ist in Frankreich die höhere der zwei Ranggruppen beamteter Wissenschaftler, die von den heute sechs öffentlich-rechtlichen Forschungsorganisationen des Typs Établissement public à caractère scientifique et technologique (EPST) – CNRS, INSERM, INRAE, INRIA, IRD und INED – und von den ehemaligen EPST INRA, IRSTEA und IFFSTAR beschäftigt werden oder wurden.

## Aufgaben
Die Directeurs de recherche sind Wissenschaftler mit der Befähigung zu leitenden Funktionen. Zusätzlich zu den für Wissenschaftler üblichen Forschungsaufgaben obliegt es ihnen, Aktivitäten in Forschung und Wissenschaftstransfer zu planen, zu leiten und zu koordinieren. In der Praxis sind die Posten von Institutsleitern (Chefs de laboratoire) oftmals mit Directeurs de recherche besetzt.

## Rangstruktur und Entlohnung
Es gibt drei DR-Dienstgrade; in aufsteigender Reihenfolge sind dies der Directeur de recherche de seconde classe (DR2), der Directeur de recherche de première classe (DR1) und der Directeur de recherche de classe exceptionnelle (DRCE). Das monatliche Brutto-Basisgehalt rangierte 2020 zwischen 3126 Euro, dem Anfangsgehalt der niedrigsten DR2-Stufe, und 6228 Euro für einen DRCE am Ende der Karriere.
Unterhalb der Gruppe der Directeurs de recherche ist die andere der beiden Ranggruppen beamteter Wissenschaftler in EPST angesiedelt; es handelt sich um die Chargés de recherche mit zwei Klassen, dem Chargé de recherche de classe normale (CRCN) und dem darüberstehenden Chargé de recherche hors classe (CRHC).

## Auswahlverfahren
Die Ernennung zum DR2 und DR1 erfolgt durch Concours, die jedes EPST einzeln organisiert.
Die Kandidaten für das Amt des DR2 müssen entweder seit mindestens drei Jahren das Amt eines Chargé de recherche innehaben oder seit ihrer Promotion mindestens 8 Jahre lang wissenschaftlich in einer Forschungseinrichtung tätig gewesen sein. Der Concours zum DR1 steht DR2-Amtsinhabern sowie Wissenschaftlern offen, die nicht bereits in Frankreich in wissenschaftlicher Tätigkeit beamtet sind und mindestens 12 Jahre wissenschaftliche Tätigkeit oder herausragende Forschungsbeiträge nachweisen können.